# Меда
Меда (итал. Meda) — город в Италии, в провинции Монца-э-Брианца области Ломбардия.
Население составляет 22 005 человек (на 2004 г.), плотность населения составляет 2618 чел./км². Занимает площадь 8 км². Почтовый индекс — 20036. Телефонный код — 0362.
Покровителями коммуны почитаются святые Аим и Вермонд Корио (Aimo e Vermondo Corio), празднование 8 сентября.